# Староникольское (Московская область)
Староникольское — деревня в Рузском районе Московской области России, входит в состав сельского поселения Дороховское. Население 13 человек на 2006 год, в деревне числятся 3 улицы. До 2006 года Староникольское входило в состав Космодемьянского сельского округа.
Деревня расположена на юге района, примерно в 27 километрах к юго-востоку от Рузы, на правом берегу реки Гавриловка (правый приток Таруссы), высота центра над уровнем моря 192 м. Ближайшие населённые пункты — деревни Головинка в 0,8 километра на север и Колодкино — в 2 километрах южнее.